# Sự tiến triển kỷ lục nhảy cao thế giới của nam
Kỷ lục thế giới ở nội dung nhảy cao được IAAF công nhận lần đầu vào năm 1912. Tính đến tháng 6 năm 2009, IAAF đã 40 lần công nhận kỷ lục thế giới ở nội dung này. Trong số 40 lần đó thì chiếm áp đảo bảng thành tích là các vận động viên đến từ Hoa Kỳ và Liên Xô cũ, hai cường quốc thể thao của thế giới. Người đang giữ kỷ lục thế giới hiện nay là Javier Sotomayor (vận động viên người Cuba) khi ông vượt qua mức xà 2,45 metre tại giải Gran Premio Diputación diễn ra ở Salamanca, Tây Ban Nha tháng 7 năm 1993. Lúc đó, chính J.Sotomayor cũng đang là nhà vô địch Olympic ở nội dung nhảy cao với mức xà 2,34 metre mà ông lập được ở Olympic Barcelona 1992.

## Sự tiến triển
| Mức xà                  | Vận động viên                 | Địa điểm                 | Ngày                |
| ----------------------- | ----------------------------- | ------------------------ | ------------------- |
| 2,00 m (6 ft 6+3⁄4 in)  | George Horine (Hoa Kỳ)        | Palo Alto, California    | 18 tháng 5 năm 1912 |
| 2,022 m (6 ft 7+5⁄8 in) | Edward Beeson (Hoa Kỳ)        | Berkeley, California     | 2 tháng 5 năm 1914  |
| 2,038 m (6 ft 8+1⁄4 in) | Harold Osborn (Hoa Kỳ)        | Urbana, Illinois         | 27 tháng 5 năm 1924 |
| 2,04 m (6 ft 8+3⁄8 in)  | Walter Marty (Hoa Kỳ)         | Fresno, California       | 13 tháng 5 năm 1933 |
| 2,06 m (6 ft 9+1⁄8 in)  | Walter Marty (Hoa Kỳ)         | Palo Alto, California    | 28 tháng 4 năm 1934 |
| 2,07 m (6 ft 9+1⁄2 in)  | Cornelius Johnson (Hoa Kỳ)    | New York                 | 12 tháng 7 năm 1936 |
| 2,07 m (6 ft 9+1⁄2 in)  | Dave Albritton (Hoa Kỳ)       | New York                 | 12 tháng 7 năm 1936 |
| 2,09 m (6 ft 10+1⁄4 in) | Melvin Walker (Hoa Kỳ)        | Malmö, Thụy Điển         | 12 tháng 8 năm 1937 |
| 2,11 m (6 ft 11+1⁄8 in) | Lester Steers (Hoa Kỳ)        | Los Angeles              | 17 tháng 6 năm 1941 |
| 2,12 m (6 ft 11+1⁄2 in) | Walt Davis (Hoa Kỳ)           | Dayton, Ohio             | 27 tháng 6 năm 1953 |
| 2,15 m (7 ft 5⁄8 in)    | Charles Dumas (Hoa Kỳ)        | Los Angeles              | 29 tháng 6 năm 1956 |
| 2,16 m (7 ft 1 in)      | Yuriy Stepanov (Liên Xô)      | Leningrad, Liên Xô       | 13 tháng 7 năm 1957 |
| 2,17 m (7 ft 1+3⁄8 in)  | John Thomas (Hoa Kỳ)          | Philadelphia             | 30 tháng 4 năm 1960 |
| 2,17 m (7 ft 1+3⁄8 in)  | John Thomas (Hoa Kỳ)          | Cambridge, Massachusetts | 21 tháng 5 năm 1960 |
| 2,18 m (7 ft 1+7⁄8 in)  | John Thomas (Hoa Kỳ)          | Bakersfield, California  | 24 tháng 6 năm 1960 |
| 2,22 m (7 ft 3+3⁄8 in)  | John Thomas (Hoa Kỳ)          | Palo Alto, California    | 1 tháng 7 năm 1960  |
| 2,23 m (7 ft 3+3⁄4 in)  | Valeriy Brumel (Liên Xô)      | Moskva                   | 18 tháng 6 năm 1961 |
| 2,24 m (7 ft 4+1⁄4 in)  | Valeriy Brumel (Liên Xô)      | Moskva                   | 16 tháng 7 năm 1961 |
| 2,25 m (7 ft 4+1⁄2 in)  | Valeriy Brumel (Liên Xô)      | Sofia, Bulgaria          | 31 tháng 8 năm 1961 |
| 2,26 m (7 ft 5 in)      | Valeriy Brumel (Liên Xô)      | Palo Alto, California    | 22 tháng 7 năm 1962 |
| 2,27 m (7 ft 5+1⁄4 in)  | Valeriy Brumel (Liên Xô)      | Moskva                   | 29 tháng 9 năm 1962 |
| 2,28 m (7 ft 5+3⁄4 in)  | Valeriy Brumel (Liên Xô)      | Moskva                   | 21 tháng 7 năm 1963 |
| 2,29 m (7 ft 6+1⁄4 in)  | Pat Matzdorf (Hoa Kỳ)         | Berkeley, California     | 3 tháng 7 năm 1971  |
| 2,30 m (7 ft 6+1⁄2 in)  | Dwight Stones (Hoa Kỳ)        | Munich, Tây Đức          | 11 tháng 7 năm 1973 |
| 2,31 m (7 ft 7 in)      | Dwight Stones (Hoa Kỳ)        | Philadelphia             | 5 tháng 6 năm 1976  |
| 2,32 m (7 ft 7+1⁄4 in)  | Dwight Stones (Hoa Kỳ)        | Philadelphia             | 4 tháng 8 năm 1976  |
| 2,33 m (7 ft 7+3⁄4 in)  | Vladimir Yashchenko (Liên Xô) | Richmond, Virginia       | 2 tháng 6 năm 1977  |
| 2,34 m (7 ft 8+1⁄4 in)  | Vladimir Yashchenko (Liên Xô) | Tbilisi, Liên Xô         | 16 tháng 6 năm 1978 |
| 2,35 m (7 ft 8+1⁄2 in)  | Jacek Wszoła (Ba Lan)         | Eberstadt, Tây Đức       | 25 tháng 5 năm 1980 |
| 2,35 m (7 ft 8+1⁄2 in)  | Dietmar Mögenburg (Tây Đức)   | Rehlingen, Tây Đức       | 26 tháng 5 năm 1980 |
| 2,36 m (7 ft 9 in)      | Gerd Wessig (Đông Đức)        | Moskva                   | 1 tháng 8 năm 1980  |
| 2,37 m (7 ft 9+1⁄4 in)  | Zhu Jianhua (Trung Quốc)      | Bắc Kinh                 | 11 tháng 6 năm 1983 |
| 2,38 m (7 ft 9+3⁄4 in)  | Zhu Jianhua (Trung Quốc)      | Shanghai                 | 22 tháng 9 năm 1983 |
| 2,39 m (7 ft 10 in)     | Zhu Jianhua (Trung Quốc)      | Eberstadt, Tây Đức       | 10 tháng 6 năm 1984 |
| 2,40 m (7 ft 10+1⁄2 in) | Rudolf Povarnitsyn (Liên Xô)  | Donetsk, Liên Xô         | 11 tháng 8 năm 1985 |
| 2,41 m (7 ft 11 in)     | Igor Paklin (Liên Xô)         | Kobe, Nhật Bản           | 4 tháng 9 năm 1985  |
| 2,42 m (7 ft 11+1⁄4 in) | Patrik Sjöberg (Thụy Điển)    | Stockholm, Thụy Điển     | 30 tháng 6 năm 1987 |
| 2,43 m (7 ft 11+3⁄4 in) | Javier Sotomayor (Cuba)       | Salamanca, Tây Ban Nha   | 8 tháng 9 năm 1988  |
| 2,44 m (8 ft 0 in)      | Javier Sotomayor (Cuba)       | San Juan, Puerto Rico    | 29 tháng 7 năm 1989 |
| 2,45 m (8 ft 1⁄2 in)    | Javier Sotomayor (Cuba)       | Salamanca, Tây Ban Nha   | 27 tháng 7 năm 1993 |